# 1320 Impala
Az 1320 Impala (ideiglenes jelöléssel 1934 JG) a Naprendszer kisbolygóövében található aszteroida. Cyril Jackson fedezte fel 1934. május 13-án, Johannesburgban.